# القاسمية (الفيوم)
قرية القاسمية هي إحدى القرى التابعة لمركز أطسا في محافظة الفيوم في جمهورية مصر العربية. حسب إحصاءات سنة 2006، بلغ إجمالي السكان في القاسمية 9987 نسمة، منهم 5110 رجل و4877 امرأة.